# Borre Å
Borre Å er et vandløb i Midtjylland. Det har sit udspring i området omkring Drøsbro i Vejerslev Sogn, hvor det dannes af vand fra Thorsø Bæk og en række kilder. Herfra løber det mod vest, gennem Thorsø og løber ud i Gudenåen ved den sydlige eller øvre ende af Tange Sø.
Ved Katvad har der tidligere været en vandmølle.
56°18′34″N 9°41′44″Ø / 56.3094°N 9.6955°Ø
|  | Denne artikel om lokaliteten Borre Å kan blive bedre, hvis der indsættes et (bedre) billede. Du kan hjælpe ved at afsøge Wikimedia Commons for et passende billede eller lægge et op på Wikimedia Commons med en af de tilladte licenser og indsætte det i artiklen. |